# Grand Prix i backhoppning 2011
Grand Prix i backhoppning 2011 (officiellt på engelska: FIS Grand Prix Ski Jumping 2011) är en sommartävling i backhoppning som arrangerades mellan den 17 juli och 3 oktober 2011 på olika orter i Europa och Asien. 

## Värdsorter
| Wisła: - 17 juli 2011: HS 134 Szczyrk: - 20 juli 2011: HS 106 Zakopane: - 22 juli 2011: HS 134 Lag - 23 juli 2011: HS 134 Hinterzarten: - 7 augusti 2011: HS 108 Courchevel: - 12 augusti 2011: HS 132 Einsiedeln: - 14 augusti 2011: HS 117 | Hakuba: - 26 augusti 2011: HS 131 - 27 augusti 2011: HS 131 Almaty: - 30 augusti 2011: HS 140 Hinzenbach: - 1 oktober 2011: HS 94 Klingenthal: - 3 oktober 2011: HS 140 |  |

## Resultat
| Datum                 | Plats                 | Stadion/Gren          | Anmärkning            | Segrare                                                                        | Tvåa                                                                 | Trea                                                                 |
| --------------------- | --------------------- | --------------------- | --------------------- | ------------------------------------------------------------------------------ | -------------------------------------------------------------------- | -------------------------------------------------------------------- |
| Polen-turné:          |                       |                       |                       |                                                                                |                                                                      |                                                                      |
| 17.7.2011             | Wisła                 | HS 134                |                       | Thomas Morgenstern                                                             | Pavel Karelin                                                        | Gregor Schlierenzauer                                                |
| 20.7.2011             | Szczyrk               | HS 106                | Kväll                 | Thomas Morgenstern                                                             | Gregor Schlierenzauer                                                | Kamil Stoch                                                          |
| 22.7.2011             | Zakopane              | HS 134                | Kväll, lag            | Österrike Wolfgang Loitzl Martin Koch Gregor Schlierenzauer Thomas Morgenstern | Tyskland Martin Schmitt Stephan Hocke Richard Freitag Severin Freund | Ryssland Denis Kornilov Dimitrij Ipatov Ilja Rosljakov Pavel Karelin |
| 23.7.2011             | Zakopane              | HS 134                | Kväll                 | Thomas Morgenstern                                                             | Gregor Schlierenzauer                                                | Kamil Stoch                                                          |
| Polen-turné resultat: | Polen-turné resultat: | Polen-turné resultat: | Polen-turné resultat: | Thomas Morgenstern                                                             | Gregor Schlierenzauer                                                | Kamil Stoch                                                          |
| 6.8.2011              | Hinterzarten          | HS108                 | Kväll, lag            | Österrike Andreas Kofler Michael Hayböck Manuel Fettner Thomas Morgenstern     | Polen Maciej Kot Piotr Zyla Dawid Kubacki Kamil Stoch                | Norge Rune Velta Kenneth Gangnes Johan Remen Evensen Tom Hilde       |
| 7.8.2011              | Hinterzarten          | HS108                 |                       | Thomas Morgenstern                                                             | Kamil Stoch                                                          | Richard Freitag                                                      |
| 12.8.2011             | Courchevel            | HS132                 | Kväll                 | Thomas Morgenstern                                                             | Richard Freitag                                                      | Kamil Stoch                                                          |
| 14.8.2011             | Einsiedeln            | HS117                 | Kväll                 | Kamil Stoch                                                                    | Thomas Morgenstern                                                   | Rune Velta                                                           |
| 26.8.2011             | Hakuba                | HS131                 | Kväll                 | Tom Hilde                                                                      | Piotr Żyła                                                           | Taku Takeuchi                                                        |
| 27.8.2011             | Hakuba                | HS131                 | Kväll                 | Tom Hilde                                                                      | Piotr Żyła                                                           | Taku Takeuchi                                                        |
| 30.8.2011             | Almaty                | HS140                 | Kväll                 | Jurij Tepeš                                                                    | Jure Šinkovec                                                        | Anders Fannemel                                                      |
| 1.10.2011             | Hinzenbach            | HS 94                 | Gregor Schlierenzauer | Daiki Itō                                                                      | Roman Koudelka                                                       |                                                                      |
| 3.10.2011             | Klingenthal           | HS140                 | Kväll                 | Kamil Stoch                                                                    | Gregor Schlierenzauer                                                | Roman Koudelka                                                       |